# Inhibidores de la respiración
Los inhibidores de la respiración son sustancias que inhiben la respiración celular. 

## Tipos de Inhibidores
- Inhibidores de la cadena respiratoria
- Inhibidores de la fosforilación oxidativa
- Desacopladores de la fosforilación oxidativa

## Los inhibidores de la respiración
Este tipo de inhibidores reciben este nombre porque su principal función es el inhibir el transporte de electrones en la cadena de la respiración. Los inhibidores del transporte de electrones más comúnmente usados pueden reunirse en tres grupos principales según el sitio de la cadena respiratoria donde actúan: 
1. Sobre la NADH deshidrogenasa, bloqueando la transferencia de electrones entre la flavina y la ubiquinona. (Inhibidores del sitio I)
  - Barbitúricos, como el amobarbital
  - Piericidina A  (antibiótico)
  - Rotenona (insecticida)
2. Actúa bloqueando la transferencia de electrones entre el citocromo b y el citocromo c1. (inhibidores de sitio III)
  - Antimicina
3. Actúan sobre el Hemo a3 de la citocromooxidasa impidiendo su interacción con el oxígeno  (inhibidores de sitio IV)
  - Cianuro
  - Monóxido de carbono
  - H2S

## Inhibición de la fosforilación
Actúan en el complejo enzimático (ATPsintasa) que cataliza la  síntesis de ATP, bloquean el paso en el cual el ADP se une al fosfato impidiendo que la energía del potencial electroquímico llegue al sistema fosforilante. 
- Oligomicina
- Atractilósido (inhibe el transportador que introduce ADP a la mitocondria)

## Desacopladores
La acción de estos consiste en disociar la oxidación en la cadena respiratoria, de la fosforilación. Bloquean la síntesis de ATP, al tiempo que permite que continúe el transporte electrónico a lo largo de la cadena respiratoria hasta el O2.
- Son ácidos débiles solubles en lípidos.
- Un desacoplante muy usado es el 2,4-dinitrofenol (DNP) el cual actúa de aproximándose a la membrana interna y protonándose, debido al pH más bajo existente en esta zona, esta protonación aumenta la hidrofobicidad del DNP, lo cual permite que difunda en la membrana y que la atraviese por la acción de masa. Una vez dentro de la matriz, el pH más alto hace que el hidroxilo fenólico desprotone. Así pues, el desacoplador tiene el efecto de transporte de H+ de vuelta hacia la matriz, evitando el canal protónico Fo y, por tanto, sin síntesis de ATP. Ya que la entrada de los H+ en la matriz, a través del canal Fo proporciona la energía necesaria para impulsar la síntesis de ATP, Otros desacopladores son:
- Dinitrocresol
- Pentaclorofenol
- CCCP (m-clorocarbonilcianuro fenilhidrazona), 100 veces más activa que el primero.